# Jogos Pan-Americanos de 1955
Os Jogos Pan-Americanos de 1955 foram a segunda edição do evento multiesportivo, realizado na Cidade do México, no México, entre os dias 12 e 26 de março. A delegação brasileira foi composta por 135 atletas, 44 a menos que na anterior, entre os 2 583 participantes. O nado sincronizado e o vôlei estrearam como modalidades.

## Países participantes
21 países participaram do evento:
| - ARG Argentina - AHO Antilhas Neerlandesas - BAH Bahamas - BRA Brasil - CAN Canadá - CHI Chile - COL Colômbia | - CRC Costa Rica - CUB Cuba - ESA El Salvador - USA Estados Unidos - GUA Guatemala - JAM Jamaica - MEX México | - PAN Panamá - PAR Paraguai - PUR Porto Rico - DOM República Dominicana - TRI Trinidad e Tobago - URU Uruguai - VEN Venezuela |

## Modalidades
Foram disputadas 20 modalidades nesta edição dos Jogos:
| - Atletismo - Basquetebol - Beisebol - Boxe - Ciclismo - Esgrima - Futebol | - Ginástica - Hipismo - Levantamento de peso - Lutas - Pentatlo moderno - [[Ficheiro:\|border \|20px\|link=\|alt=]] Nado sincronizado - Natação | - Polo aquático - Remo - Saltos ornamentais - Tênis - Tiro esportivo - Voleibol |

## Quadro de medalhas
País sede destacado.
| Ordem | País               |    |    |    |     |
| 1     | USA Estados Unidos | 81 | 58 | 38 | 177 |
| 2     | ARG Argentina      | 27 | 31 | 15 | 73  |
| 3     | MEX México         | 17 | 11 | 30 | 58  |
| 4     | CHI Chile          | 4  | 7  | 13 | 24  |
| 5     | CAN Canadá         | 4  | 4  | 3  | 11  |